# 1969 في الأرجنتين
فيما يلي قوائم الأحداث التي وقعت خلال عام 1969 في الأرجنتين.

## رياضة
- 1 يناير – دوري الدرجة الأولى الأرجنتيني 1969 الفائز تشاكاريتا جيونيورز.
- 1 يناير – كأس الأرجنتين 1969 الفائز بوكا جونيورز.
- 1 يناير – دوري الدرجة الأولى الأرجنتيني 1969 الفائز تشاكاريتا جيونيورز.

## مواليد

### يناير
- 1 يناير – بابلو دريفوس كاتب أرجنتيني.
- 1 يناير – غويلرمو كلاين موسيقي أرجنتيني.
- 8 يناير – خوان لويس منظور
- 8 يناير – غويلرمو كوبولا لاعب كرة قدم أرجنتيني.
- 8 يناير – لورا نوفوا ممثلة أرجنتينية.
- 15 يناير – إيرنيستو رودريغيز
- 17 يناير – هكتر ألماندوز لاعب كرة قدم أرجنتيني.
- 18 يناير – دييغو سولدانو ممثل أرجنتيني.
- 18 يناير – غويلرمو مارتينيز لاعب كرة طائرة هولندي.

### فبراير
- 1 فبراير – غابرييل باتيستوتا لاعب كرة قدم أرجنتيني.
- 7 فبراير – فرناندو كاسيراس لاعب كرة قدم أرجنتيني.
- 12 فبراير – فيرونيكا تشن
- 12 فبراير – كارلوس سيروتي لاعب كرة سلة أرجنتيني.

### مارس
- 5 مارس – غويلرمو ديتريش سياسي أرجنتيني.
- 20 مارس – خوان كارلوس إيبانيز لاعب كرة قدم أرجنتيني.
- 28 مارس – فابيان بوستوس

### أبريل
- 1 أبريل – دانيال جارنيرو مدرب، ولاعب كرة قدم أرجنتيني.
- 16 أبريل – جيرمان بورغوس لاعب كرة قدم أرجنتيني.
- 29 أبريل – فابيانا غارسيا لاجو

### مايو
- 9 مايو – هوغو مارادونا لاعب كرة قدم أرجنتيني.
- 17 مايو – خوسيه تشاموت لاعب كرة قدم أرجنتيني.
- 20 مايو – ألبرتو مانشيني لاعب كرة مضرب أرجنتيني.
- 21 مايو – فيديريكو فياغرا سائق سيارة سباق أرجنتيني.
- 23 مايو – فابيو مولي ملاكم أرجنتيني.

### يونيو
- 6 يونيو – فيرناندو ريدوندو لاعب كرة قدم أرجنتيني.
- 23 يونيو – خوسيه ميغيل لاعب كرة قدم أرجنتيني.

### يوليو
- 5 يوليو – أليخاندرو فيور ممثل أرجنتيني.

### أغسطس
- 11 أغسطس – دونالد فورستر لاعب كركيت أرجنتيني.
- 15 أغسطس – كارلوس روا لاعب كرة قدم أرجنتيني.
- 31 أغسطس – لويس كريستالدو لاعب كرة قدم أرجنتيني.

### سبتمبر
- 4 سبتمبر – دييغو أوسيلا لاعب كرة سلة أرجنتيني.
- 17 سبتمبر – سيرجيو بيرتي لاعب كرة قدم أرجنتيني.
- 17 سبتمبر – كلاوديو أوبيدا لاعب كرة قدم أرجنتيني.

### أكتوبر
- 14 أكتوبر – سيرجيو زاريت لاعب كرة قدم أرجنتيني.
- 16 أكتوبر – باولا هرنانديز
- 18 أكتوبر – نيلسون فيفاس لاعب كرة قدم أرجنتيني.
- 20 أكتوبر – غييرمو بيريز رولدان لاعب كرة مضرب أرجنتيني.
- 20 أكتوبر – كارلوس ألفريدو خوسيه
- 24 أكتوبر – أدريان نافارو ممثل أرجنتيني.
- 24 أكتوبر – ريكاردو غونزاليس لاعب غولف أرجنتيني.

### نوفمبر
- 11 نوفمبر – خورخي غارسيا لاعب كرة قدم أرجنتيني.
- 13 نوفمبر – إدورادو بريزو لاعب كرة قدم أرجنتيني.
- 22 نوفمبر – خورخي جبريل فاسكيز لاعب كرة قدم أرجنتيني.

### ديسمبر
- 18 ديسمبر – مارتن رودريغيس لاعب كرة مضرب أرجنتيني.

## وفيات

### يناير
- 12 يناير – روبرتو نوبل (مواليد 1902) سياسي أرجنتيني.

### أبريل
- 5 أبريل – خوسيه دومينغو مولينا غوميز (مواليد 1896) جندي أرجنتيني.

### يونيو
- 12 يونيو – لورينزو أمايا (مواليد 1896) لاعب رماية أرجنتيني.
- 13 يونيو – مارتيتا هانت (مواليد 1900) ممثلة بريطانية.

### أغسطس
- 23 أغسطس – إنريكي غارسيا (مواليد 1912) لاعب كرة قدم أرجنتيني.